# Międzyleś (gmina w województwie warszawskim)
Międzyleś – dawna gmina wiejska istniejąca do 1954 roku w woj. warszawskim (dzisiejsze woj. mazowieckie). Siedzibą władz gminy był Międzyleś.
W okresie międzywojennym gmina Międzyleś należała do powiatu radzymińskiego w woj. warszawskim.
Po wojnie gmina zachowała przynależność administracyjną. 1 lipca 1952 roku zmieniono nazwę powiatu radzymińskiego na wołomiński; równocześnie część obszaru gminy Międzyleś włączono do gminy Stanisławów (gromady Papiernia i Retków). Według stanu z dnia 1 lipca 1952 roku gmina składała się z 22 gromad.
Jednostkę zniesiono 29 września 1954 roku wraz z reformą wprowadzającą gromady w miejsce gmin. Jednostki nie przywrócono 1 stycznia 1973 roku po reaktywowaniu gmin, a jej dawny obszar wszedł w skład gmin gminę Poświętne, Tłuszcz i Strachówka.